# Magnes (album)
Magnes – piąty album Reni Jusis. Wydawnictwo ukazało się 5 czerwca 2006 roku nakładem wytwórni muzycznej Pink Pong Records w dystrybucji Universal Music Polska. Na płycie znajduje się dodatkowo program do miksowania piosenki Magnes.
Do nowych utworów na płycie należą: "Magnes", "Ginger Girl", "Mixtura", "Go Spinning", "Kilka prostych prawd" oraz "Niemy krzyk". Natomiast kawałki "Ocalę cię" to cover piosenki pod tym samym tytułem zespołu 2+1 pochodzący z płyty Antidotum z 1989 roku, "Single Bite Lover" to anglojęzyczny remix "Kto pokocha" z płyty Trans Misja, "Leniviec" jest remixem "Leniwca" z płyty Zakręcona, natomiast "How Can I Ever Forget You" to angielski remiks "Jakby przez sen" z albumu Elektrenika. Na końcu płyty znajduje się jeszcze remix "Magnesu" oraz oryginalna wersja "Kilka prostych prawd".
Płytę promowały single: "Kilka prostych prawd", "Magnes" oraz "Niemy krzyk", do których nakręcono teledyski. W radiu pojawiła się również w międzyczasie angielska wersja utworu "Mixtura". W 2006 wydano specjalną edycję płyty Magnes Special Edition, która zawiera oprócz płyty komplet 3 singli z teledyskami.
Album dotarł do 4. miejsca polskiej listy przebojów – OLiS.

## Lista utworów
Opracowano na podstawie materiału źródłowego.
1. "Magnes" (sł. Reni Jusis, muz. Michał Przytuła, Reni Jusis) – 6:48
2. "Ocalę cię" (sł. Janusz Kruk, muz. Andrzej Kuryło) – 4:29
3. "Ginger Girl" (sł. Reni Jusis, Sebastian Mavin Magassouba, muz. Michał Przytuła, Reni Jusis) – 4:35
4. "Mixtura" (sł. Reni Jusis, muz. Michał Przytuła, Reni Jusis) – 5:31
5. "Go Spinning" (sł. Gabriela Kulka, muz. Atanas Valkov) – 5:24
6. "Kilka prostych prawd" (Mic Microphone Punch Club Mix) (sł. Reni Jusis, muz. Michał Przytuła) – 5:24
7. "Single Bite Lover" (sł. Mirosław Demucha, muz. Michał Przytuła, Reni Jusis) – 3:55
8. "Leniviec" (sł. i muz. Jarosław Płocica, Reni Jusis) – 4:14
9. "How Can I Ever Forget You?" (sł. Reni Jusis, Mirosław Demucha, muz. Michał Przytuła, Reni Jusis) – 5:39
10. "Niemy krzyk" (sł. Reni Jusis, muz. Michał Przytuła, Reni Jusis) – 6:51
11. "Magnes" (Tundra & Tayga Latin House Mix) (sł. Reni Jusis, muz. Michał Przytuła, Reni Jusis) – 7:07 (utwór dodatkowy)
12. "Kilka prostych prawd" (sł. Reni Jusis, muz. Michał Przytuła, Reni Jusis) – 4:28 (utwór dodatkowy)

| Niemy krzyk – Bonus CD 2 |
| --- |
| 1. "Niemy krzyk" (Radio Edit) 2. "Niemy krzyk" (Album Version) 3. "Mixtura" (Radio Edit - English Version) 4. "Mixtura" (Album Version) 5. "Magnes" (Nhood Remix) 6. "Niemy krzyk" (wideo) 7. "Magnes" (wideo) 8. "Kilka prostych prawd" (wideo) |

| Magnes – Bonus CD 3 |
| --- |
| 1. "Magnes" (Radio Edit) 2. "Magnes" (Thundra & Tayga Latin House Mix) 3. "Magnes" (Happy Hour People RMX) 4. "Magnes" (Mic Microphone Deep Base Mix) 5. "Magnes" (Nasq Remix) 6. "Magnes" (Extended Version) 7. Prezentacja multimedialna |

| Kilka prostych prawd – Bonus CD 4 |
| --- |
| 1. "Kilka prostych prawd" (Radio Edit) 2. "Kilka prostych prawd" (Mic Microphone Punch Club Radio Edit) 3. "Kilka prostych prawd" (Jazzy Mix By Thundra & Tayga) 4. "Kilka prostych prawd" (Happy Hour People Vocal Cut Mix) 5. "Kilka prostych prawd" (Radio Edit + Intro) 6. "Kilka prostych prawd" (Mic Microphone Punch Club Mix) 7. "Kilka prostych prawd" (Album Version) |

## Twórcy
Opracowano na podstawie materiału źródłowego.
- Michał "Mic Microphone" Przytuła - produkcja, aranżacje, realizacja nagrań, miksowanie, mastering
- Reni Jusis – produkcja, muzyka, słowa, śpiew
- Happy Hour People (Atanas Valkov, Marcin Romanowski, Kacper Bogacz) – aranżacje